# József, az ács (ókeresztény mű)
József, az ács néven egy újszövetségi apokrif irat ismeretes.

## Keletkezési ideje, eredeti nyelve
Az írás műfaja apokrifon, és az egyiptomi–keresztény szinkretizmus jelentős emlékei közé tartozik (József temetése pl. az Ozirisz-kultusz előírásait követik). A görög mellett két kopt, valamint arab és latin nyelvű változatban ismeretes. Keletkezési idejét a 4.–5. századra teszik. Némelyek szerint hatott rá a Tamás evangéliuma.

## Tartalma
A könyv Józsefnek, Jézus nevelőapjának az életét meséli el. Különösen bőven foglalkozik a Jézus születését megelőző időkkel, és Jézus gyermekkorával. Kitér József betegéségre és ismerteti halálát. Több, az evangéliumokból nem ismert epizódot tartalmaz.